# Huyện Kurigram
Kurigram là một huyện thuộc division Rangpur, Bangladesh. Huyện này có diện tích 2296 km², dân số năm 2002 là 1782277 người, mật độ dân số là 776 người/km².